# Rowenky
Rowenky (ukrainisch Ровеньки; russisch Ровеньки/Rowenki) ist eine Stadt in der Oblast Luhansk im Osten der Ukraine, etwa 55 Kilometer südlich der Oblasthauptstadt Luhansk gelegen.

## Geschichte
Rowenky wurde 1705 zum ersten Mal schriftlich erwähnt und entwickelte sich nach dem Bau einer Eisenbahnlinie von Donezk aus zu einem Bergbauzentrum. Seit 1934 hat der Ort den Stadtstatus. Der Ort war vom 18. Juli 1942 bis zum 17. März 1943 von Truppen der deutschen Wehrmacht besetzt.
Die Stadt befindet sich seit 2014 unter Kontrolle der international nicht anerkannten Volksrepublik Lugansk und gehört nach Angaben der ukrainischen Regierung zu einem Gebiet, auf dem die Organe der Staatsmacht vorübergehend ihre Befugnisse nicht ausüben.

## Stadtgliederung
Die gesamte Stadtgemeinde hat eine Einwohnerzahl von 84.007 (Stand: 1. November 2012) und gliedert sich neben der Stadt selbst in:
- 7 Siedlungsratsgemeinden (Siedlungen städtischen Typs)
  - Dserschynskyj (offiziell seit 2016 Ljubymiwka/Любимівка[3])
  - Jasseniwskyj mit
    - Krasnyj Kolos (Красний Колос, Dorf – offiziell seit 2016 Lobiwski Kopalni/Лобівські Копальні[4])

  - Klenowyj mit
    - Korobkyne (Коробкине, Dorf)
    - Pokrowka (Покровка, Siedlung)
    - Welykokamjanka (Siedlung städtischen Typs)

  - Mychajliwka mit
    - Hirnyk (Siedlung städtischen Typs)
    - Tazyne (Siedlung städtischen Typs)

  - Naholno-Tarassiwka mit
    - Beresiwka (Березівка, Dorf)

  - Nowodarjiwka mit
    - Kalyniwka (Калинівка, Siedlung)
    - Waljaniwsk (Валянівськ, Siedlung)

  - Proletarskyj (offiziell seit 2016 Kartuschyne/Картушине[5]) mit
    - Tschapajewka (Чапаєвка, Dorf – offiziell seit 2016 Salisnytschne/Залізничне[6])
    - Nowoukrajinka (Новоукраїнка, Dorf)
- 1 Landratsgemeinde Blahiwka mit
  - Blahiwka (Благівка, Dorf)
  - Hrybuwacha (Грибуваха, Dorf)
  - Nowodarjiwka (Новодар'ївка, Dorf)
  - Platoniwka (Платонівка, Dorf)
  - Uljaniwka (Улянівка, Dorf)

## Bevölkerung
Laut Volkszählung 2001 setzte sich die Bevölkerung der Stadtgemeinde aus folgenden ethnischen Gruppen zusammen:
- Ukrainer – 63,6 %
- Russen – 33,7 %
- Weißrussen – 1 %

### Bevölkerungsentwicklung
| 1923  | 1926  | 1939   | 1959   | 1970   | 1979   | 1989   | 2001   | 2005   | 2013   |
| ----- | ----- | ------ | ------ | ------ | ------ | ------ | ------ | ------ | ------ |
| 7.188 | 9.688 | 20.944 | 32.037 | 61.145 | 61.499 | 67.989 | 53.725 | 51.893 | 48.373 |

Quelle: 1923–1989;
2001–2013

### Persönlichkeiten
- Georgi Schonin (1935–1997), sowjetischer Kosmonaut
- Andrij Sydelnykow (* 1967), ukrainischer Fußballspieler